# 李瑜瑛
李花兼（1995年1月23日—），本名李瑜瑛，韓國女歌手及演員，曾為Hello Venus的成員，隊內擔任領舞、Rapper、副唱。

## 影視作品

### 電視劇
- 2012年：SBS《拜托了，機長》飾演 空服員
- 2013年：SBS《Wonderful Mama》飾演 張高恩
- 2014年：MBC《心懷叵測的恢單女》飾演 皮宋希[3]
- 2014年：MBC《媽媽的庭院》飾演 羅慧璘[4]
- 2015年：KBS《Who Are You－學校2015》飾演 趙海娜[5]
- 2017年：tvN《Circle：相連的兩個世界》飾演 申秘書
- 2018年：tvN 《美味：沉醉於美味》 飾演 金泰伊
- 2019年：tvN《當惡魔呼喊你的名字時》飾演 周蘿茵
- 2019年: TV朝鮮《揀擇－女人們的戰爭》 飾演 金松兒
- 2021年：JTBC《月刊家》飾演 陸美羅
- 2021年：SBS《One the Woman》飾演 金恩貞(姜美娜整容後身分)
- 2022年：tvN《王后傘下》飾演 淑媛 玉氏

### 電影
- 2014年：《這是我們的結局》飾演 夏恩
- 2014年：《宅男慢半拍》飾演 呂薔薇

### 網路劇
- 2020年：KAKAO M《戀愛革命》

### 主持
- 2012年：《Tooniverse SuperHero》

## 外部連結
- 李瑜瑛的Instagram帳戶